# 김필용 처 전주이씨 효열 천장
김필용 처 전주이씨 효열 천장(金弼龍 妻 全州李氏 孝烈 薦狀)은 대한민국 경상남도 밀양시 초동면에 있는 문서이다. 2015년 6월 11일 경상남도의 문화재자료 제592호로 지정되었다.

## 지정사유
진주 백곡리(현재 수곡면의 서쪽 인근)에 살던 경주김씨(慶州金氏) 가문의 송계(松溪) 김필용(金弼龍, ? -1742)의 처 전주이씨(全州李氏)에게 효열을 표창하는 정려를 내려줄 것을 청원하는 문서이다. 손자 김병섭을 비롯한 진주와 산청 지역에서 활동하던 유림이 1859년부터 1892년에 이르기까지 총 20회에 걸쳐 순찰사ㆍ암행어사ㆍ진주목사ㆍ산청군수 등에게 전주이씨의 효열천장을 올렸으며, 참여한 인원은 총 568명이다.
이 효열천장은 19세기 말 진주와 산청 지역의 유림이 효열을 선양하기 위해 노력한 구체적인 사례를 살펴볼 수 있는 귀중한 문서로 ‘경상남도 문화재자료’로 지정한다.

## 참고 자료
- 김필용 처 전주이씨 효열 천장 - 국가유산청 국가유산포털